# Bernardo Alberto Houssay
Bernardo Alberto Houssay, född 10 april 1887 i Buenos Aires, död där 21 september 1971, var en argentinsk fysiolog och professor i fysiologi från 1919 i Buenos Aires. 

## Biografi
Alberto Houssay erhöll halva 1947 års Nobelpris i fysiologi eller medicin. Han delade priset med Carl Cori och Gerty Cori från USA. Priset utdelades för upptäckten av hypofysframlobens betydelse för sockeromsättningen.
Houssay invaldes 1945 som utländsk ledamot av Kungliga Vetenskapsakademien.
Asteroiden 2550 Houssay är uppkallad efter honom.